# Boekesteyn
Boekesteyn is een buitenplaats (landgoed) aan het Noordereinde in 's-Graveland. De naam Boekesteyn is afkomstig van de vele oude beuken in het gebied.

## Het landgoed
In 1634 koopt Benedictus Schaeck, een rijke Amsterdamse koopman 2,5 kavels in 's-Graveland om er een huis te bouwen. Hij verkoopt het zuidelijk deel van het landgoed aan zijn zwager Adriaen Dirksz. Sperwer, die daar ten zuiden van boerderij Bramsbergen het Huis Sperwershof bouwt. Boekesteyn heeft daarna nog een oppervlakte van 49 ha. Het bestaat uit twee delen. Het noordelijke deel grenst aan landgoed Schaep en Burgh en bestaat uit parkbos dat in de 17de eeuw werd aangelegd. De zuidelijke helft bestaat vooral uit akkers en weilanden, en wordt tegenwoordig begraasd door Nederlandse trekpaarden en Lakenvelder runderen.

## De bewoners
Na Benedictus Schaeck woont Joan de Walé op het landgoed. Hij vererft het in 1691 aan zijn zoon Adriaan Godefridus de Walé. Deze verkoopt het landgoed in 1710 aan mr Jacob Hendricksz. Bickers.
In 1763 komt het landgoed in bezit van Salomon Dedel (1711-1774), die er in 1770 een nieuw huis bouwt. Zijn schoonzoon mr Nicolaas Warin Antoniszoon neemt Boekesteyn in 1781 over en verkoopt het in 1785 aan M. Alewijn.
In 1827 koopt Ananias Willink het landgoed voor 55.000 gulden en vermaakt het in 1834 aan zijn dochter Elisabeth, die getrouwd is met Jhr mr Cornelis Dedel (1806-1885). Hun schoonzoon mr Ferdinand Hooft Graafland (1836-1901) erft het landgoed in 1885. In 1895 worden hij en zijn broer Mr Cornelis Hendrik Theodorus Adrianus in de adelstand verheven en krijgen het predicaat Jonkheer. Na de dood van Cornelis blijft zijn weduwe Anna Hillegonda Dedel er wonen totdat zij in 1914 overlijdt.
In 1915 wordt het landgoed gekocht door mr W. baron Roëll, die het huis grondig verbouwt en er de toren en serre aan toevoegt. Zijn weduwe mevrouw Roëll - van Loon laat het na de Tweede Wereldoorlog verbouwen. Een deel wordt gesloopt.
Van 1950 tot 1990 is een agro-biologisch laboratorium van Philips-Duphar op Boekesteyn gevestigd. Op 3 mei 1993 wordt de buitenplaats eigendom van de Vereniging Natuurmonumenten. Er zijn wandelroutes aangegeven langs Boekesteyn, Schaep en Burgh en Bantam.